# 小行星5039
小行星5039（英語：5039 Rosenkavalier）是一颗围绕太阳公转的小行星。1967年4月11日，佛蒙特·伯根在陶腾堡发现了此天体。
这颗小行星的绝对星等为177.2103464207888等。小行星5039以德國作曲家理查·史特勞斯的歌劇《玫瑰騎士》命名。